# Строєшть (Горж)
Строєшть, Строєшті (рум. Stroiești) — село у повіті Горж в Румунії. Входить до складу комуни Аркань.
Село розташоване на відстані 242 км на захід від Бухареста, 10 км на захід від Тиргу-Жіу, 97 км на північний захід від Крайови.

## Населення
За даними перепису населення 2002 року у селі проживали 278 осіб, усі — румуни. Усі жителі села рідною мовою назвали румунську.